# Fusae Ichikawa
Fusae Ichikawa (市川 房枝 Ichikawa Fusae?)  (Bisai, 15 de mayo de 1893 - 11 de febrero de 1981) fue una política y feminista japonesa. Ichikawa fue clave en el apoyo al sufragio femenino en Japón, y su activismo contribuyó a extender el derecho de voto a las mujeres en 1945.

## Primeros años
Fusae Ichikawa nació en Bisai, en la prefectura de Aichi, en 1893. Su infancia estuvo marcada por el énfasis que puso su padre en la educación de todos sus hijos, pero también por el abuso físico que su padre infligía a su madre. Asistió a la Academia Femenina de Profesoras de Aichi con la intención de ser profesora de primaria. Sin embargo, tras mudarse a Tokio en los años 1910, se encontró con el movimiento feminista, en el que se implicó. Al volver a Aichi en 1917, se convirtió en la primera mujer periodista del Periódico de Nagoya. En 1920, cofundó la Asociación de las Nuevas Mujeres (新婦人協会 Shin-fujin kyōkai) junto con la feminista japonesa Hiratsuka Raicho.

## Sufragio femenino

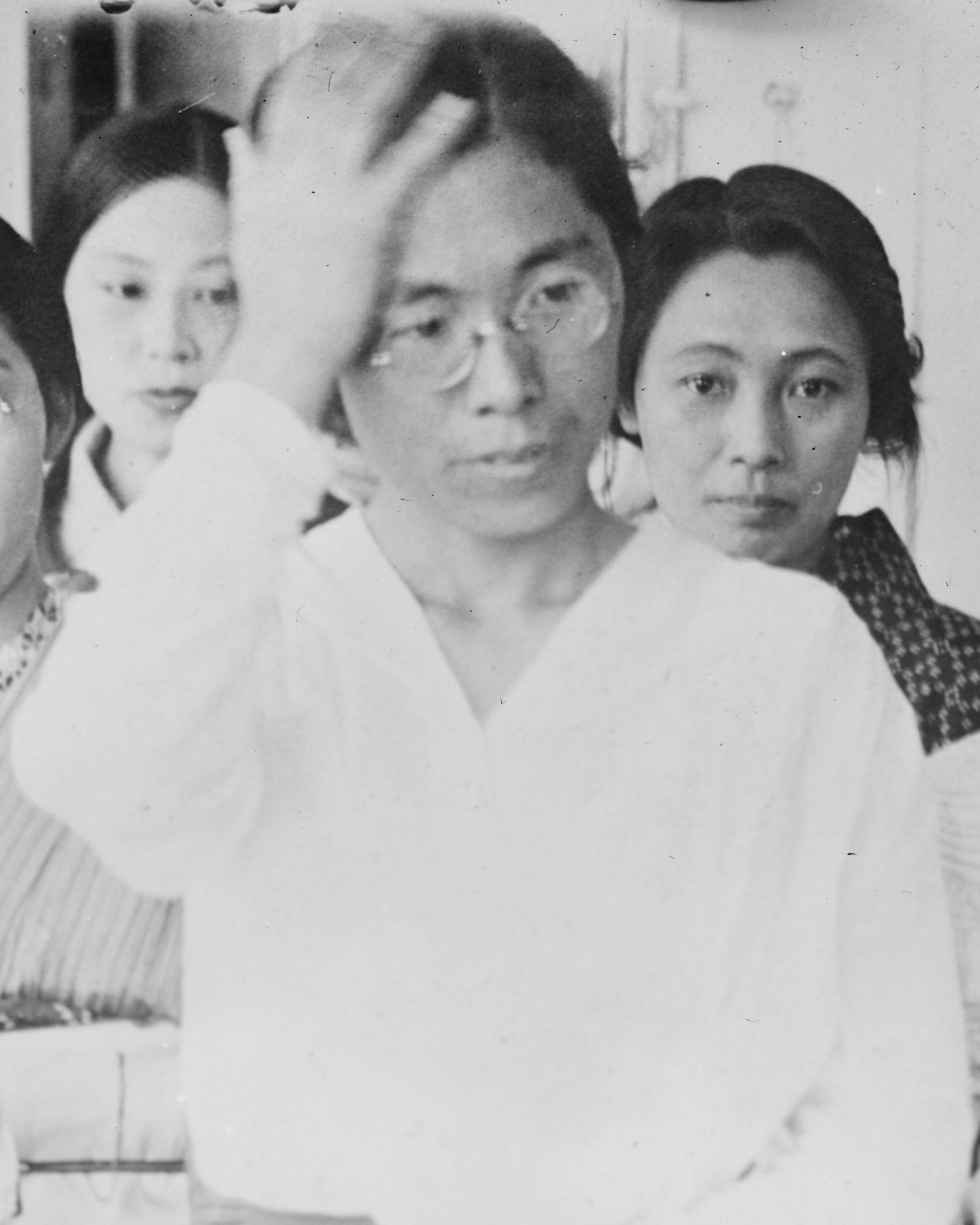
Ichikawa Fusae en Japón de 1920.

La Asociación de las Nuevas Mujeres fue la primera asociación japonesa formada expresamente para mejorar las condiciones y los derechos de las mujeres. La organización, bajo el liderazgo de Ichikawa, realizó campañas para reclamar la reforma de las leyes que prohibían la participación de las mujeres en la política. Como, debido a esas mismas leyes, las mujeres tenían prohibido organizar este tipo de campañas, la organización celebró encuentros conocidos como «conferencias» para alcanzar sus fines. La ley fue finalmente derogada por la Dieta Imperial en 1922, después de lo cual la asociación se disolvió.
Dos años después, Ichikawa viajó a los Estados Unidos con la intención de contactar con la líder sufragista estadounidense Alice Paul. Tras regresar a Japón en 1924 para trabajar en la oficina tokiota de la Organización Internacional del Trabajo, fundó la primera organización japonesa pro sufragio femenino, la Liga para el Sufragio Femenino de Japón (日本婦人有権者同盟 Nippon fujin yūkensha dōmei), que en 1930 celebró la primera convención nacional sobre la emancipación de las mujeres en Japón. Trabajó en estrecha colaboración con Shigeri Yamataka, que acabaría siendo elegida para la Cámara de Consejeros.
Durante el periodo de ocupación tras la Segunda Guerra Mundial, Ichikawa tuvo un papel relevante en la movilización a favor del reconocimiento del sufragio femenino en la naciente Constitución de posguerra, argumentando que el empoderamiento político de las mujeres podría haber impedido la participación de Japón en una guerra tan destructiva. La Nueva Liga de Mujeres de Japón comenzó a operar como organización dedicada a conquistar el sufragio para las mujeres, e Ichikawa fue nombrada la primera presidencia de la organización.
El trabajo de Ichikawa, junto con los requisitos impuestos en la Declaración de Potsdam, dio lugar al pleno reconocimiento del sufragio femenino en noviembre de 1945.

## Otros activismos
Ichikawa también se implicó en otras causas políticas.
Los esfuerzos para refrenar la corrupción electoral dieron lugar en 1933 a la Asociación de Mujeres para Limpiar la Política de Tokio y a la creación de la Asociación Central para Limpiar las Elecciones, en la Ichikawa fue elegida como una de las cinco mujeres miembros de la junta.
Durante la Segunda Guerra Mundial, Ichikawa fue elegida secretaria de la Asociación Central para la Movilización Espiritual Nacional, una organización creada por el gobierno japonés para incrementar el apoyo popular al esfuerzo de Japón en la guerra. También fue miembro de la junta de la Asociación de Mujeres del Gran Japón, que coordinaba los esfuerzos de organizaciones privadas de apoyo.
Ichikawa organizó y participó en numerosas conferencias de mujeres tanto dentro como fuera de Japón, y en 1980 lideró la campaña de reivindicación al gobierno japonés para que ratificase la Convención sobre la Eliminación de Todas las Formas de Discriminación contra la Mujer.

## Carrera política
Tras la Segunda Guerra Mundial, Ichikawa fue inicialmente excluida de cualquier puesto político o gubernamental por las fuerzas de ocupación. Volvió al mundo de la política tras acabar la ocupación, y entró a formar parte de la Dieta en 1953 en representación de Tokio. Siguió implicándose en asuntos relevantes para la mujer, así como en reformas electorales. Fue reelegida dos veces, pero no pudo serlo una tercera, y dejó el cargo en 1971.
En 1974, sin embargo, se pidió a la ya octogenaria Ichikawa que volviera a presentar su candidatura, y obtuvo un cuarto mandato en la Dieta. Fue reelegida en 1980 con el número más alto de votos de la circunscripción nacional.

## Reconocimientos
Ichikawa fue galardonada en 1974 con el Premio Ramón Magsaysay en la modalidad de Liderazgo Comunitario por sus esfuerzos a favor de la igualdad social.